# الجمعية التشريعية لكوستاريكا
الجمعية التشريعية لكوستاريكا (بالإنجليزية: Legislative Assembly of Costa Rica)‏ هي الهيئة التشريعية في كوستاريكا، وتتكون من 57 مقعداً، يقع المقر الرئيسي لها في سان خوسيه، كاليفورنيا.